# The Comedy Factory
The Comedy Factory is een Nederlands televisieprogramma waarin nationale en internationale stand-up comedians een optreden geven.
De NPS zond het programma uit van 1999 tot en met 2002, waarna het gestaakt werd. De opnames waren in het Nighttown in Rotterdam. In het seizoen 2005–2006 kwam het programma tijdelijk terug. Het programma werd gepresenteerd door Jörgen Raymann.
Vanaf mei 2013 werden 8 afleveringen van het programma uitgezonden op RTL 4. De presentatie was in handen van Najib Amhali.